# Beat Equilino
Beat Equilino (* 28. September 1971 in Davos) ist ein ehemaliger Schweizer Eishockeyspieler (Verteidiger), der zwischen 1990 und 2002 ununterbrochen beim HC Davos unter Vertrag stand.

## Spielerkarriere
Beat Equilino begann seine Karriere im Nachwuchsbereich des HC Davos und durchlief dort alle Nachwuchsmannschaften. Als 19-Jähriger, damals in der 1. Liga, erkämpfte er sich einen Stammplatz in der Herrenmannschaft. Mit 193 Zentimetern Länge und 107 kg war Equilino einer der grössten Spieler in der Nationalliga. Er galt nicht als Filigrantechniker und seine Torausbeute hielt sich in bescheidenen Massen. Dennoch zählte der Verteidiger zu den Teamstützen bei Davos. Seine Stärke war das aggressive Körperspiel. Equilino galt in der NLA als einer der härtesten und furchtlosesten Verteidiger.
Zwischen 1994 und 1999 führte Equilino die Mannschaft des HCD als Kapitän auf dem Eis und galt als „verlängerter Arm“ dem damaligen Trainer Mats Waltin (1993 bis 1995) und Arno Del Curto (1995 bis 2018) auf dem Eis. Den «Match seines Lebens» lieferte er im Frühling 1995 im Play-off gegen Fribourg. Ein Scout der Toronto Maple Leafs lud danach Equilino zu Testspielen nach Kanada ein. Er schloss einen Probevertrag mit den St. John’s Maple Leafs, dem Farmteam des NHL-Klubs von Toronto, in der American Hockey League. Der damalige Coach setzte Equilino in drei von sieben möglichen AHL-Partien ein.
Im April 2002 beendete Equilino seine aktive Profi-Karriere. In seiner Laufbahn gewann er mit Davos den Schweizer Meistertitel (2002) und zweimal den Spengler Cup (2000, 2001). In der Saison 2002/03 spielte er noch auf Amateurebene für den EHC Lenzerheide-Valbella in der Division 1.

## Funktionär und Trainer
Zwischen 2003 und 2008 war Equilino Pressesprecher beim HC Davos. Anschliessend war er unter anderem für die «Davoser Zeitung», die «Schaffhauser Nachrichten» und die Schaffhauser Kantonalbank tätig. Ab Dezember 2014 bis ins Jahr 2016 war Equilino als Medienverantwortlicher beim EHC Kloten angestellt. Zur Saison 2016/17 übernahm er zusätzlich das Amt des Teammanagers der Profimannschaft.
Kurz vor dem Saisonende 2018/19 übernahm das Trainerteam Felix Hollenstein, Waltteri Immonen und Beat Equilino die Betreuung der Mannschaft. Seit 2019 ist Equilino Teammanager der 1. Mannschaft des EHC Kloten und übernimmt auch Koordinierungsaufgaben im Scouting-Bereich.

## Erfolge und Auszeichnungen
- 1991 Meister der 1. Liga und Aufstieg in die Nationalliga B mit dem HC Davos
- 1993 Meister der Nationalliga B und Aufstieg in die Nationalliga A mit dem HC Davos
- 2000 Gewinn des Spengler Cups mit dem HC Davos
- 2001 Gewinn des Spengler Cups mit dem HC Davos
- 2002 Schweizer Meister mit dem HC Davos